# Жердзь (Мазовецьке воєводство)
Жердзь (пол. Żerdź) — село в Польщі, у гміні Пшитик Радомського повіту Мазовецького воєводства.
Населення — 247 осіб (2011).
У 1975-1998 роках село належало до Радомського воєводства.

## Демографія
Демографічна структура станом на 31 березня 2011 року:
|          | Загалом | Допрацездатний вік | Працездатний вік | Постпрацездатний вік |
| -------- | ------- | ------------------ | ---------------- | -------------------- |
| Чоловіки | 133     | 40                 | 79               | 14                   |
| Жінки    | 114     | 24                 | 71               | 19                   |
| Разом    | 247     | 64                 | 150              | 33                   |